# Heteronemia forcipata
Heteronemia forcipata är en insektsart som först beskrevs av Brunner von Wattenwyl 1907.  Heteronemia forcipata ingår i släktet Heteronemia och familjen Heteronemiidae. Inga underarter finns listade i Catalogue of Life.